# Pompe à feu du Gros-Caillou

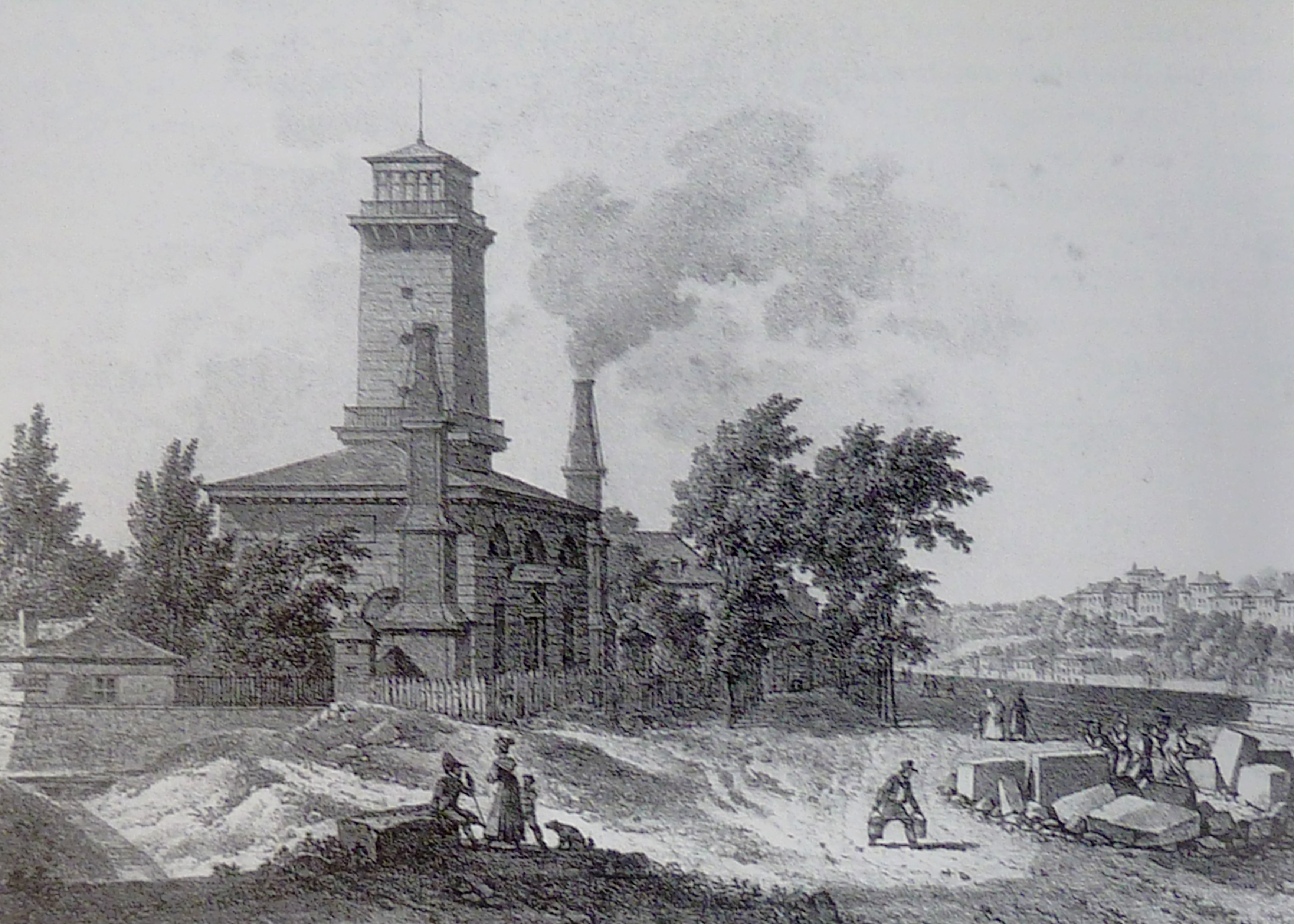
La pompe à feu au début du XIXe siècle.

La pompe à feu du Gros-Caillou était un système d’élévation des eaux de la Seine afin d'alimenter des fontaines de Paris. Elle était située sur la rive gauche dans le quartier du Gros-Caillou, au niveau du quai d'Orsay et fonctionna de 1788 à 1858.

## Historique
Le bâtiment est édifié par Béranger et les machineries sont construites par les frères Périer (Jacques-Constantin Périer et Auguste-Charles Périer), qui fonderont plus tard la Compagnie des eaux de Paris. Les mêmes avaient construit également la pompe à feu de Chaillot, mise en service en 1781.
La qualité des eaux était déplorable car la Seine servait à l'époque de tout-à-l'égout. En 1858, l'ingénieur Eugène Belgrand fait un rapport accablant sur la pompe à feu : « J'ai vu fonctionner ces machines de 1856 à 1858 et il est difficile de se faire une idée de la puanteur de l'eau qu'elles aspiraient dans la longue trainée de déjections de toute nature et surtout de matières fécales que l’égout des Invalides projetait dans le fleuve... ». D'autre part, la rentabilité du système était de plus en plus déficitaire. Le 15 août 1858, son fonctionnement est arrêté. Le bâtiment est détruit en 1909.

## Fonctionnement
Deux machines à vapeur alimentées en charbon puisaient environ 1300 mètres cubes par jour d'eau dans la Seine et l'élevait dans un réservoir situé au sommet d'une tour carrée d'une vingtaine de mètres de haut. Des canalisations alimentaient par gravité les fontaines du quartier du Gros-Caillou, du faubourg Saint-Germain et des environs ainsi qu'une trentaine de points d'eau privés. L'eau chaude produite par la vapeur servait aussi à des bains et à une école de natation.
La pompe alimentait 13 fontaines en 1807 :
- Fontaine du Gros-Caillou (fontaine de Mars)
- Fontaine des Invalides, détruite.
- Fontaine des incurables (fontaine du Fellah)
- Fontaine de la Charité (de Popincourt, ou de Saint-Ambroise), détruite.
- Fontaine de Grenelle (fontaine des Quatre-Saisons)
- Fontaine Saint-Sulpice et antérieurement fontaine de la Paix
- Fontaine de l'abbaye de Saint-Germain-des-Prés (fontaine Childebert), déplacée.
- Fontaine des Cordeliers, détruite[Note 2]
- Fontaine de l'école de médecine, détruite.
- Fontaine Saint-Benoît[Note 3],
- Fontaine Saint-Victor[Note 3], détruite.
- Fontaine Saint-Séverin[Note 3]
- Fontaine du marché-aux-chevaux (fontaine Poliveau), détruite.